# Debelja
Debelja es un pueblo ubicado en la municipalidad de Nova Varoš, en el distrito de Zlatibor, Serbia.

## Superficie
Posee una superficie de 19,92 kilómetros cuadrados.

## Demografía
Hasta 2011 la población era de 124 habitantes, con una densidad de población de 6,225 habitantes por kilómetro cuadrado.